# Rue Maréchal-de-Gassion
Pour l’article homonyme, voir Lamoricière.
La rue Maréchal-de-Gassion est une voie de la ville de Nantes, dans le département français de la Loire-Atlantique, .

## Situation et accès
La rue Maréchal-de-Gassion, qui marque la limite entre les quartiers du Centre-ville et de Dervallières - Zola, part de la rue Lamoricière pour aboutir en impasse. Elle est bitumée et ouverte à la circulation automobile.
À l'extrémité est de la voie, la Chézine passe dans un canal souterrain qui la conduit vers la Loire.

## Origine du nom
Le nom actuel de la rue lui est attribué en l'honneur de Jean de Gassion, redoutable homme de guerre, maréchal de France qui servit Louis XIII, puis Louis XIV.

## Historique
Le terrain de cette impasse (comme celles des rues de Bayard et Villars) avait été donné à la Ville par M. Le Mercier de la Clémencière, sous la condition qu’elle soit prolongée, au-delà de la Chézine, jusqu’à la rue Arsène-Leloup, mais cette condition ne fut jamais remplie.

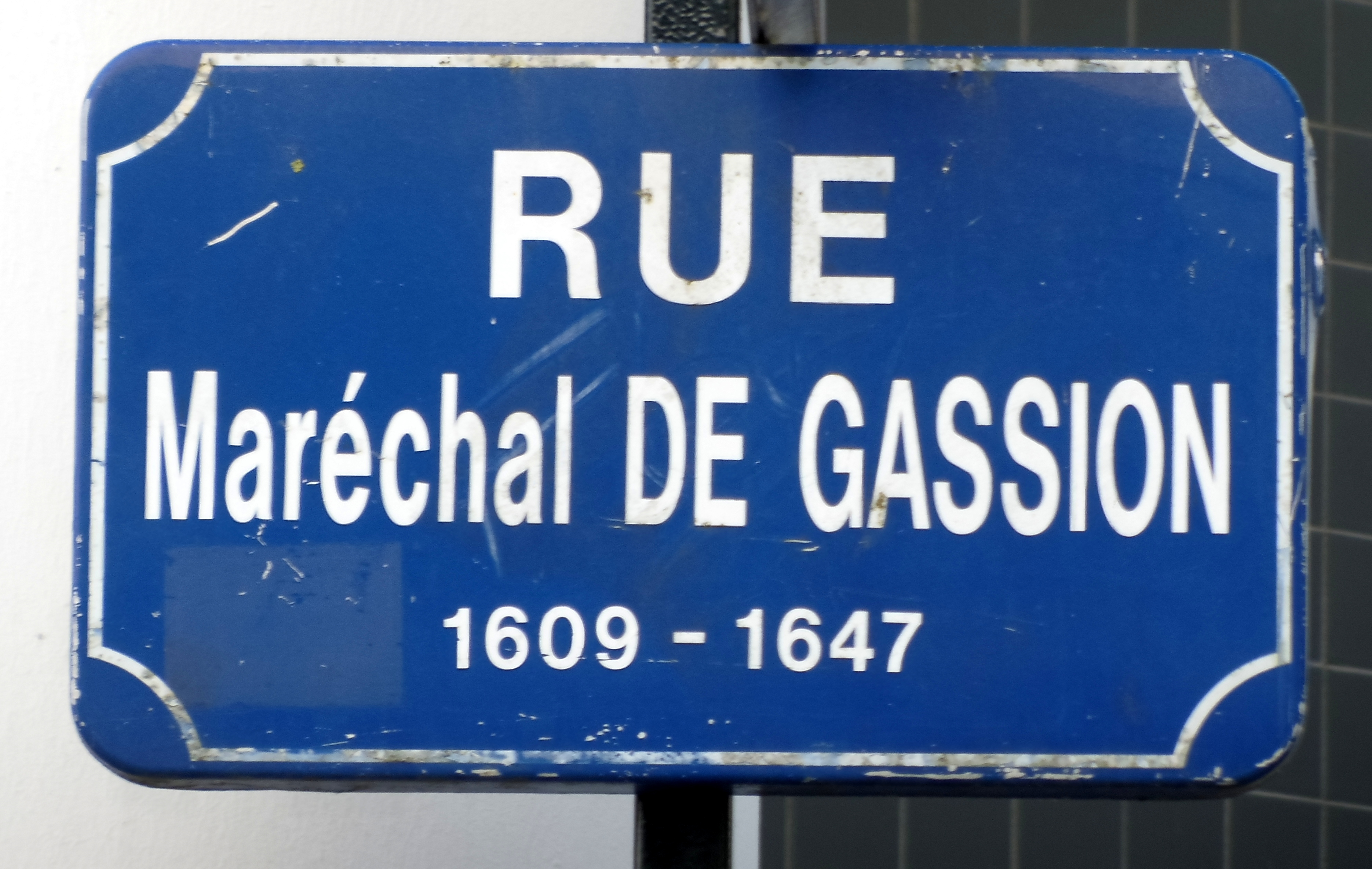
Panneau de la rue Maréchal de Gassion, à Nantes